# Memoriał Janusza Kusocińskiego 2022
68. Memoriał Janusza Kusocińskiego – międzynarodowy mityng lekkoatletyczny, który odbył się 5 czerwca 2022 na Stadionie Śląskim w Chorzowie. Zawody zaliczane były do cyklu World Athletics Continental Tour Gold w sezonie 2022.

## Rezultaty
| – najlepszy wynik na świecie w sezonie | – rekord kraju | – rekord życiowy | – najlepszy wynik w sezonie | – rekord mityngu |

### Mężczyźni
| Konkurencja                     | 1. miejsce         | Rezultat | 2. miejsce              | Rezultat  | 3. miejsce            | Rezultat   |
| Bieg na 100 metrów              | Arthur Cissé       | 10,24    | Abdullah Abkar Mohammed | 10,32     | Michael Rodgers       | 10,37      |
| Bieg na 400 metrów              | Alexander Ogando   | 44,68    | Zakithi Nene            | 44,92     | Luguelín Santos       | 45,27      |
| Bieg na 800 metrów              | Patryk Dobek       | 1:44,49  | Benjamin Robert         | 1:44,53 = | Álvaro de Arriba      | 1:44,85    |
| Bieg na 3000 metrów             | Aleksander Wiącek  | 8:09,76  | Adam Kołodziej          | 8:17,41   | Michał Groberski      | 8:19,01    |
| Bieg na 110 metrów przez płotki | Rafael Pereira     | 13,28    | Damian Czykier          | 13,35     | Aaron Mallett         | 13,48 =    |
| Chód na milę                    | Christopher Linke  | 5:40,04  | Dawid Tomala            | 5:41,83   | Miroslav Úradník      | 5:48,36    |
| Skok o tyczce                   | Christopher Nilsen | 5,92 =   | Renaud Lavillenie       | 5,81      | Pål Haugen Lillefosse | 5,81 NU23R |
| Pchnięcie kulą                  | Tomas Walsh        | 22,31    | Joe Kovacs              | 22,00     | Konrad Bukowiecki     | 21,66      |
| Rzut młotem                     | Wojciech Nowicki   | 81,58    | Quentin Bigot           | 80,55     | Paweł Fajdek          | 79,62      |

### Kobiety
| Konkurencja                     | 1. miejsce            | Rezultat | 2. miejsce       | Rezultat | 3. miejsce             | Rezultat |
| Bieg na 100 metrów              | Ewa Swoboda           | 11,08    | Shannon Ray      | 11,19    | Anna Kiełbasińska      | 11,22    |
| Bieg na 400 metrów              | Natalia Kaczmarek     | 50,40    | Allyson Felix    | 50,71    | Justyna Święty-Ersetic | 50,74    |
| Bieg na 800 metrów              | Diribe Welteji        | 1:58,28  | Jemma Reekie     | 1:58,44  | Sofia Ennaoui          | 1:58,98  |
| Bieg na 100 metrów przez płotki | Jasmine Camacho-Quinn | 12,43    | Pia Skrzyszowska | 12,73    | Megan Tapper           | 12,90    |
| Skok w dal                      | Milica Gardašević     | 6,81     | Agate de Sousa   | 6,81     | Christabel Nettey      | 6,48     |
| Rzut młotem                     | Anita Włodarczyk      | 75,76    | Malwina Kopron   | 75,08    | Ewa Różańska           | 71,31    |

## Rekordy
Podczas mityngu ustanowiono 1 krajowy rekord w kategorii seniorów:
| Zawodnik       | Reprezentacja                     | Konkurencja | Rezultat |
| -------------- | --------------------------------- | ----------- | -------- |
| Agate de Sousa | Wyspy Świętego Tomasza i Książęca | skok w dal  | 6,81     |